# Маритц, Пол
Пол Маритц (Paul Alistair Maritz; 16 марта 1955, Южная Родезия) — учёный и создатель программного обеспечения. Занимал различные должности в крупных компаниях, включая Microsoft и EMC.

## Биография
Пол Маритц родился 16 марта 1955 года в Южной Родезии. Позже его семья переехала в ЮАР, где он учился в частной подготовительной школе для мальчиков Хайбери, а затем в колледже Хилтон.
Маритц получил степень бакалавра наук в области компьютерных наук в университета Наталь, а также бакалавра наук (с отличием) в области компьютерных наук в университете Кейптауна в 1977 году.
После окончания аспирантуры Маритц работал в Burroughs Corporation, а позже — исследователем в университете Сент-Эндрюс в Шотландии.
В 1981 году переехал в Кремниевую долину, чтобы присоединиться к Intel, где он работал в течение пяти лет, разрабатывая, в частности, первые инструментарии для создания программного обеспечения новой в то время платформы x86.
С 1986 по 2000 год работал в Microsoft, став исполнительным вице-президентом по стратегии платформ. Маритц занимал третью позицию в компании после Билла Гейтса и Стива Балмера. Он отвечал за всё программное обеспечение Microsoft для настольных и серверных систем, в том числе за такие крупные проекты, как разработка Windows 95, Windows NT и Internet Explorer.
Маритц был самым высокопоставленным представителем компании, который был вызван для дачи показаний в антимонопольном суде над Microsoft в 1999 году.
В июле 1999 года объявил о своём понижении в должности в Microsoft, а в сентябре 2000 года, в канун выхода Windows ME, ушёл в отставку.
По словам Стива Баллмера, Маритц был «лидером среди лидеров». Билл Гейтс заявил, что «видение и технологическое понимание Пола оказало существенное влияние не только на Microsoft, но и на всю компьютерную индустрию».
Позже Пол Маритц стал одним из основателей и генеральным директором Pi Corporation. Компания, при поддержке Warburg Pincus, разработала программное обеспечение для Linux с развитием в Бангалоре, Индия.
Когда Pi была приобретена компанией EMC в феврале 2008 года, сразу же стал президентом и генеральным менеджером подразделения облачных вычислений EMC.
8 июля 2008 года был назначен генеральным директором компании VMware (публичная компания большая часть которого принадлежит EMC), заменив соучредителя и генерального директора Диану Грин. Сменил на посту исполнительного директора Пэта Гелсингера 1 сентября 2012 года.
В апреле 2013 года был объявлен в качестве генерального директора GoPivotal, Inc. (Pivotal), финансируемой компаниями General Electric (GE), EMC и VMware, которые он привел до августа 2015 года.
В октябре 2013 года сообщил, что снова рассматривает предложение Microsoft о занятии должности исполнительного директора.
Был инвестором в Apture. Спонсировал проекты в области развития третьего мира и являлся председателем правления Grameen Foundation.

## Признание
В 2010 году CRN Magazine назвала Пола Маритца самым влиятельным исполнительным директором года.
В 2011 году Маритц удостоился премии Morgan Stanley, «которой награждается лицо, сделавшее важный вклад в эффективное использование информационных технологий в мире».
Как и в 2011 году Silicon Valley Business Journal объявил Пола Маритца исполнительным директором года.